# 駒沢大学駅
駒沢大学駅（こまざわだいがくえき）は、東京都世田谷区上馬四丁目にある、東急電鉄田園都市線の駅である。駅番号はDT04。

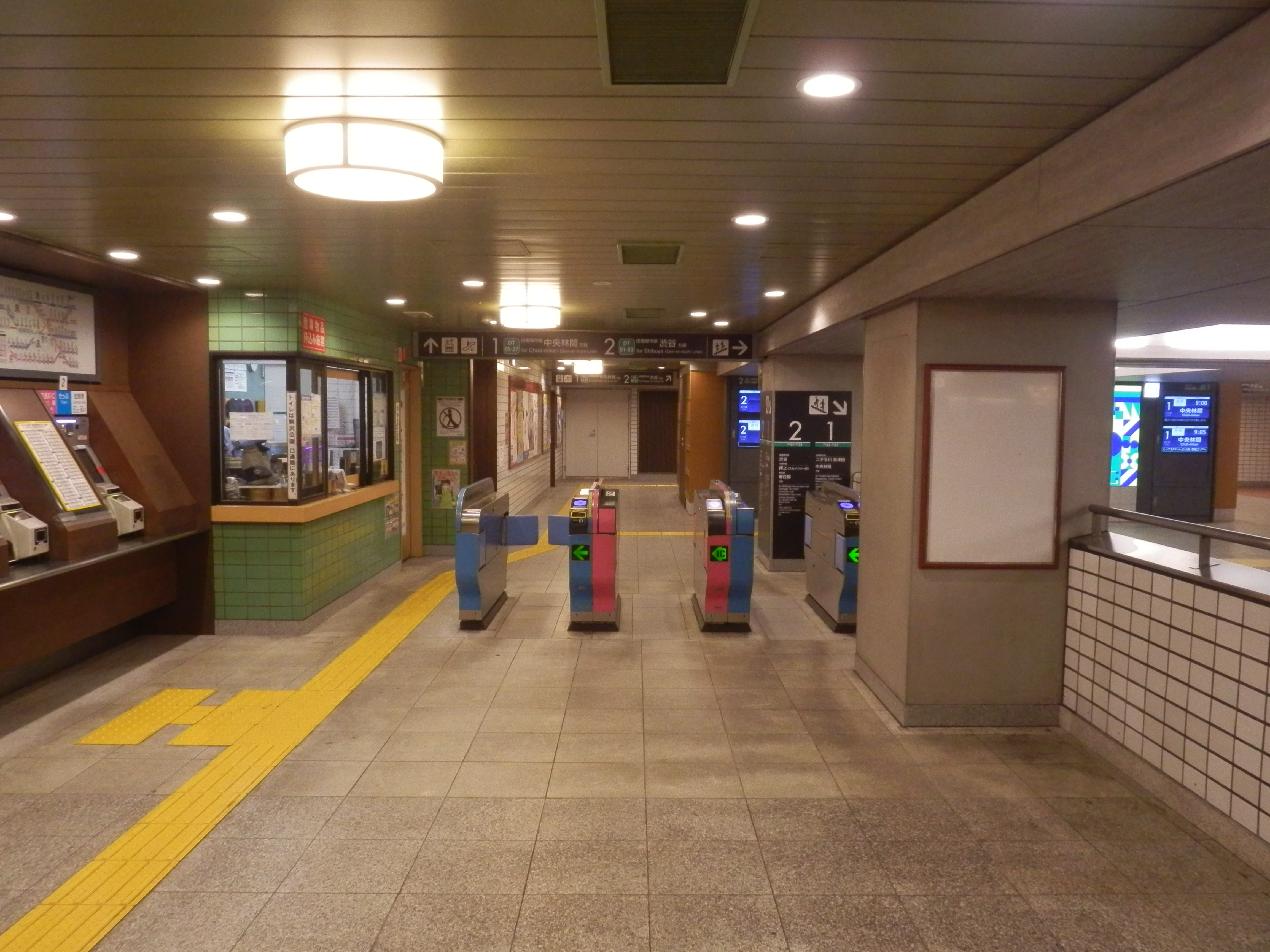
改札口（2025年7月）

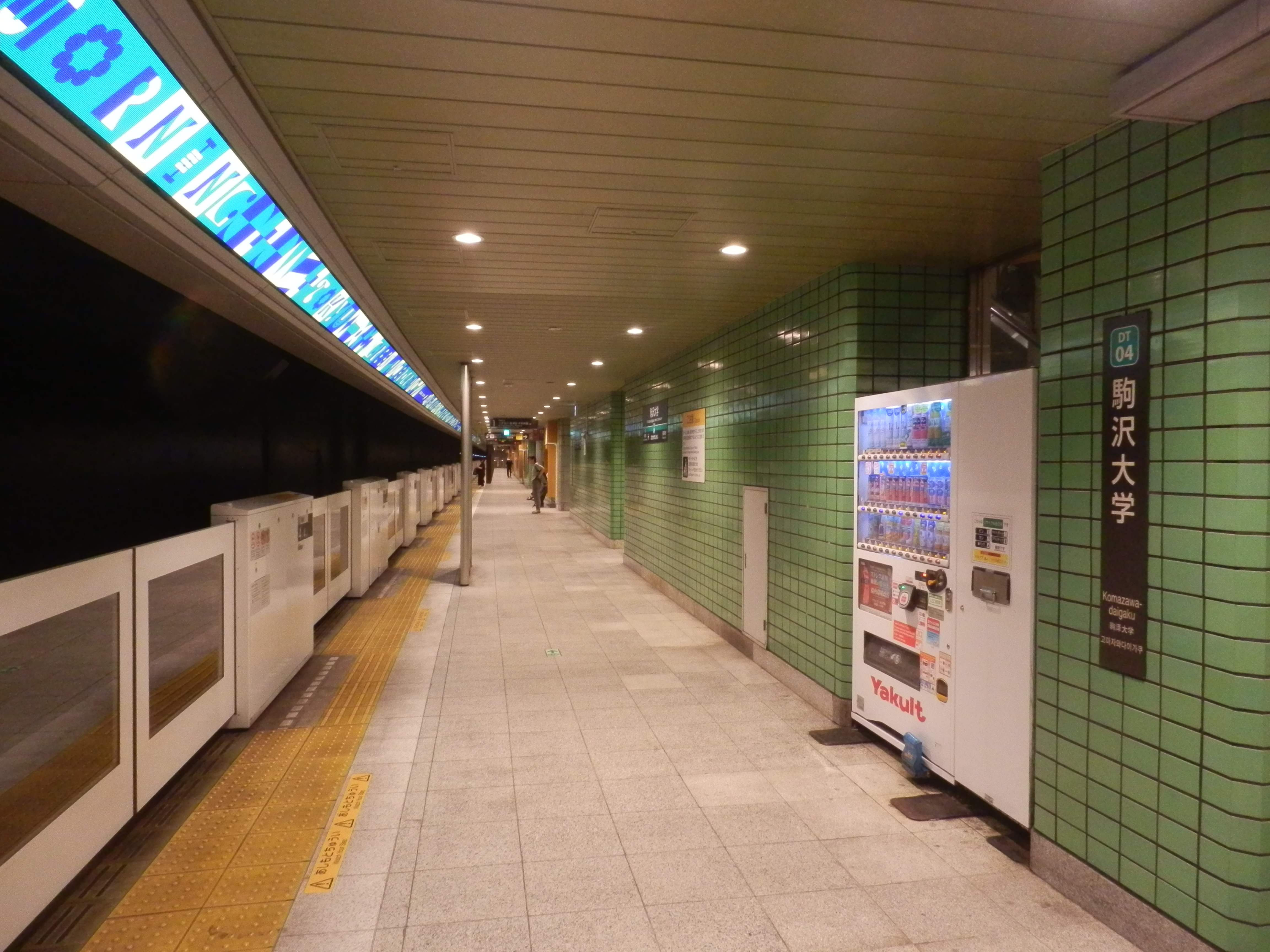
ホーム（2025年7月）

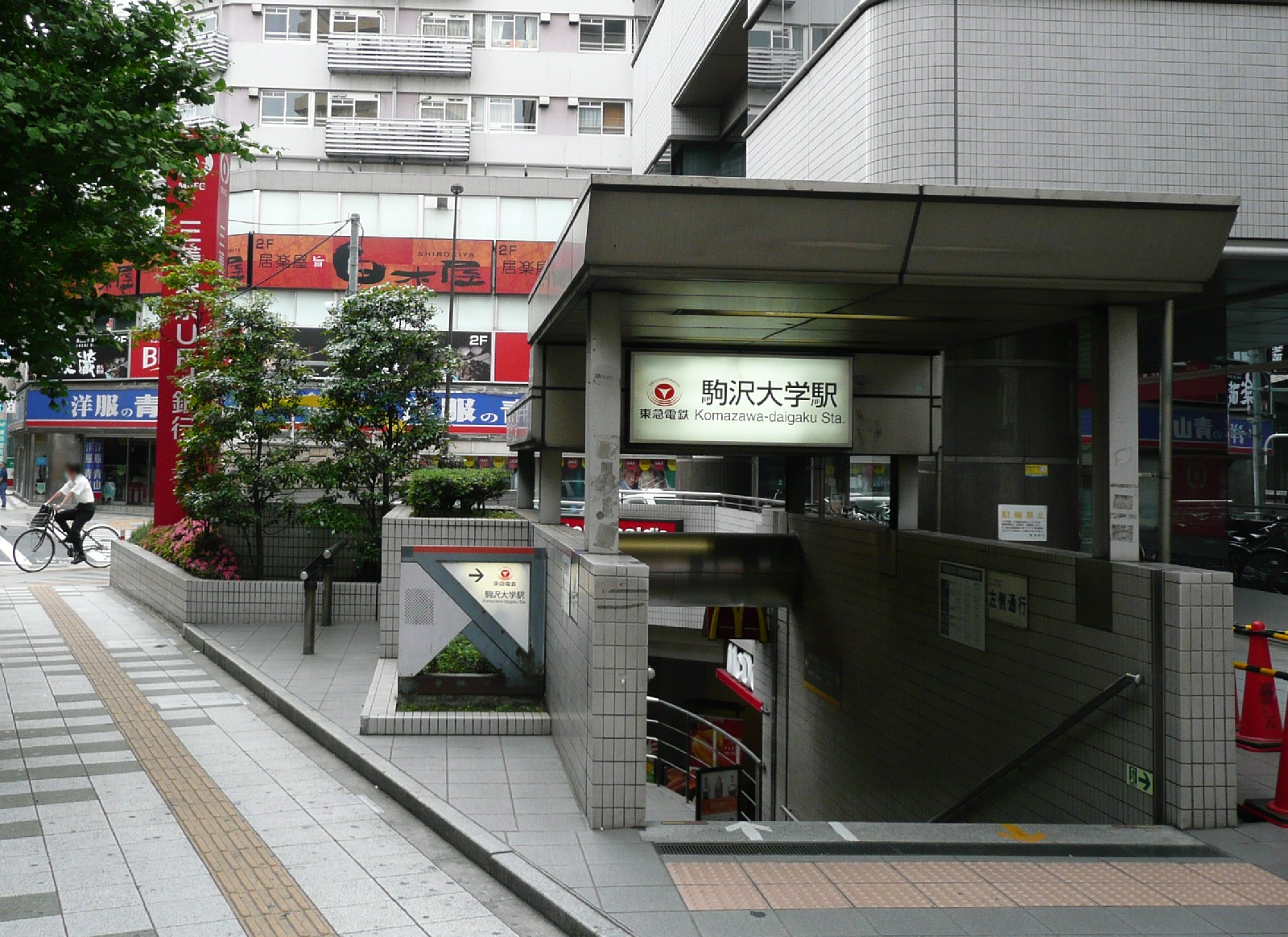
駒沢公園口（2009年5月）

## 歴史

### 成り立ち
当駅は、東急玉川線（軌道線）時代にあった真中（）電停とほぼ同じ位置にある。新玉川線開業に際し、駒澤大学に近い玉川線駒沢電停の位置（国道246号駒沢交差点付近）ではなく、やや渋谷よりの上馬に設置された。また、計画時の仮称は駒沢公園駅であった。
1968年（昭和43年）に新玉川線建設ルートが当初の蛇崩川ルートから、玉川線に沿ったルートへ変更された際に発表された図面には、仮称・駒沢公園駅の建設場所は、駒沢電停付近となっていた。
しかし、翌年1969年（昭和44年）2月28日に東急が世田谷区交通対策委員会に於いて発表した計画図面では、仮称・駒沢公園駅の設置場所は駒沢電停付近でなく、約500メートル東方の真中電停付近と変更されていた。駒沢電停付近に駅が設けられないことに納得しない地元と駒澤大学は、あくまでも駒沢電停付近に仮称・駒沢公園駅を建設するように要望したものの受け入れられず、事態収拾を図るために世田谷区長も乗り出したが交渉は頓挫、調停案も不調に終わり、遂に1970年（昭和45年）2月に、駒澤大学理事長・地元各商店会会長・各町会長らが原告になり、東京陸運局長を被告にする行政訴訟に発展した。
結局、裁判では原告側の主張は受け入れられず敗訴となり、その後、駅名は「駒沢大学駅」とすること、駒沢方面への地下通路を東急負担で建設することなどを盛り込んだ協定が結ばれ、当駅は現在地に建設されることが決定した。改札口と駒沢公園口を結ぶ連絡通路（国道246号駒沢大学駅前交差点のすぐ先まで）は、この協定により作られたものである。

### 年表
- 1977年（昭和52年）4月7日：廃止となった東急玉川線真中電停の位置に新玉川線の駅として開設。
- 2000年（平成12年）8月6日：新玉川線が田園都市線へ編入[3]。
- 2003年（平成15年）10月：駅上部再開発ビル建設完了に伴い、駅出口・ビル直通エレベーター使用開始。
- 2007年（平成19年）3月18日：ICカード「PASMO」が利用可能となる[4]。
- 2017年（平成29年）10月22日：ホームドア使用開始。
- 2021年（令和3年）7月30日：リニューアル工事着手[5]。
- 2025年（令和7年）4月13日：リニューアル工事が完成[5]。内装材の一部は退役した東海道新幹線N700系から抽出したアルミニウム合金を活用する[6]。

## 駅構造
島式ホーム1面2線を有する地下駅。国道246号の地下にある。
改札階とホーム、改札階と東口付近地上間にはエレベーターが設置されている。
駒沢オリンピック公園に因んで、駅カラーは「若葉色」である。但し、実際に使用されている色は、日本産業規格（JIS）が定めたJIS慣用色名での若葉色（■）よりも彩度が高く、より緑色に近くなっている。

### のりば
| 番線 | 路線       | 方向 | 行先                                     |
| ---- | ---------- | ---- | ---------------------------------------- |
| 1    | 田園都市線 | 下り | 二子玉川・長津田・中央林間方面           |
| 2    | 田園都市線 | 上り | 渋谷・押上〈スカイツリー前〉・春日部方面 |

## 利用状況
2024年度（令和6年度）の1日平均乗降人員は74,266人である。
近年の1日平均乗降・乗車人員の推移は以下の通り。
| 年度               | 1日平均 乗降人員 | 1日平均 乗車人員 | 出典              |
| ------------------ | ---------------- | ---------------- | ----------------- |
| 1977年（昭和52年） | 38,385           | 19,126           | [ 東京都統計 1 ]  |
| 1978年（昭和53年） | 42,695           | 21,557           | [ 東京都統計 2 ]  |
| 1979年（昭和54年） | 47,059           | 23,582           | [ 東京都統計 3 ]  |
| 1980年（昭和55年） | 48,422           | 25,042           | [ 東京都統計 4 ]  |
| 1981年（昭和56年） | 49,244           | 25,877           | [ 東京都統計 5 ]  |
| 1982年（昭和57年） | 50,571           | 26,579           | [ 東京都統計 6 ]  |
| 1983年（昭和58年） | 52,877           | 27,501           | [ 東京都統計 7 ]  |
| 1984年（昭和59年） | 54,286           | 28,276           | [ 東京都統計 8 ]  |
| 1985年（昭和60年） | 55,085           | 28,818           | [ 東京都統計 9 ]  |
| 1986年（昭和61年） | 55,341           | 29,157           | [ 東京都統計 10 ] |
| 1987年（昭和62年） | 55,822           | 28,885           | [ 東京都統計 11 ] |
| 1988年（昭和63年） | 57,068           | 30,321           | [ 東京都統計 12 ] |
| 1989年（平成元年） | 58,960           | 31,092           | [ 東京都統計 13 ] |
| 1990年（平成02年） | 60,134           | 32,167           | [ 東京都統計 14 ] |
| 1991年（平成03年） | 62,530           | 32,330           | [ 東京都統計 15 ] |
| 1992年（平成04年） | 61,738           | 33,227           | [ 東京都統計 16 ] |
| 1993年（平成05年） | 62,487           | 33,492           | [ 東京都統計 17 ] |
| 1994年（平成06年） | 63,819           | 33,620           | [ 東京都統計 18 ] |
| 1995年（平成07年） | 65,398           | 34,054           | [ 東京都統計 19 ] |
| 1996年（平成08年） | 65,161           | 33,970           | [ 東京都統計 20 ] |
| 1997年（平成09年） | 65,097           | 33,836           | [ 東京都統計 21 ] |
| 1998年（平成10年） | 63,853           | 33,411           | [ 東京都統計 22 ] |
| 1999年（平成11年） | 63,298           | 33,194           | [ 東京都統計 23 ] |
| 2000年（平成12年） | 63,001           | 32,989           | [ 東京都統計 24 ] |
| 2001年（平成13年） | 62,724           | 33,127           | [ 東京都統計 25 ] |
| 2002年（平成14年） | 62,383           | 32,823           | [ 東京都統計 26 ] |
| 2003年（平成15年） | 62,098           | 32,626           | [ 東京都統計 27 ] |
| 2004年（平成16年） | 62,708           | 32,721           | [ 東京都統計 28 ] |
| 2005年（平成17年） | 63,256           | 33,030           | [ 東京都統計 29 ] |
| 2006年（平成18年） | 65,234           | 34,041           | [ 東京都統計 30 ] |
| 2007年（平成19年） | 68,722           | 35,666           | [ 東京都統計 31 ] |
| 2008年（平成20年） | 69,558           | 35,807           | [ 東京都統計 32 ] |
| 2009年（平成21年） | 70,601           | 36,198           | [ 東京都統計 33 ] |
| 2010年（平成22年） | 70,814           | 36,229           | [ 東京都統計 34 ] |
| 2011年（平成23年） | 70,245           | 35,911           | [ 東京都統計 35 ] |
| 2012年（平成24年） | 72,696           | 37,136           | [ 東京都統計 36 ] |
| 2013年（平成25年） | 74,329           | 37,874           | [ 東京都統計 37 ] |
| 2014年（平成26年） | 73,760           | 37,520           | [ 東京都統計 38 ] |
| 2015年（平成27年） | 77,135           | 39,189           | [ 東京都統計 39 ] |
| 2016年（平成28年） | 78,217           | 39,722           | [ 東京都統計 40 ] |
| 2017年（平成29年） | 78,934           | 40,066           | [ 東京都統計 41 ] |
| 2018年（平成30年） | 80,970           | 41,077           | [ 東京都統計 42 ] |
| 2019年（令和元年） | 80,468           | 40,798           | [ 東京都統計 43 ] |
| 2020年（令和02年） | 44,827           |                  |                   |
| 2021年（令和03年） | 56,268           |                  |                   |
| 2022年（令和04年） | 67,494           |                  |                   |
| 2023年（令和05年） | 71,168           |                  |                   |
| 2024年（令和06年） | 74,266           |                  |                   |

備考
1. ↑  1977年4月7日開業。

## 駅周辺

### 官公庁・公共施設
- 世田谷区役所上馬まちづくり出張所

### 教育機関
- 駒澤大学
  - 禅文化歴史博物館（旧・駒澤大学図書館）
- 駒澤大学法科大学院
- 東京医療保健大学国立病院機構キャンパス
- 駒澤大学246会館：駒沢大学関連の建物。

### 病院
- 国立病院機構東京医療センター（旧・国立東京第二病院）

### 郵便局・金融機関
- 世田谷上馬郵便局
- 世田谷駒沢郵便局
- 三菱UFJ銀行駒沢大学駅前支店

### 店舗
- 西友駒沢店
- マルエツ 真中店
- オオゼキ野沢店
- ユニクロ

### 史跡・自然
- 駒沢オリンピック公園

### 交通
- 国道246号
- 自由通り
- 旧真中交差点（現・駒沢大学駅前交差点）
- 首都高速3号渋谷線

## バス路線
- 駒沢大学駅前（東急バス）
  - <渋11> 田園調布駅 - 東京医療センター前・自由が丘駅入口経由
  - <玉12> 二子玉川駅・高津営業所
  - <渋12> 高津営業所 - 駒沢・深沢八丁目・瀬田経由（土曜日夜の1本のみ）
  - <渋82> 等々力・瀬田営業所（入庫便のみ） - 駒沢・深沢不動前経由
  - <等13> 等々力操車所 - 駒沢・深沢不動前経由
  - <渋11・渋12[10]・渋82> 渋谷駅 - 三軒茶屋・大橋経由
  - <等13> 梅ヶ丘駅 - 世田谷駅経由

## 隣の駅
東急電鉄
 田園都市線
■急行
通過
■準急・■各駅停車
三軒茶屋駅 (DT03) - 駒沢大学駅 (DT04) - 桜新町駅 (DT05)